# Gerhard Hradetzky

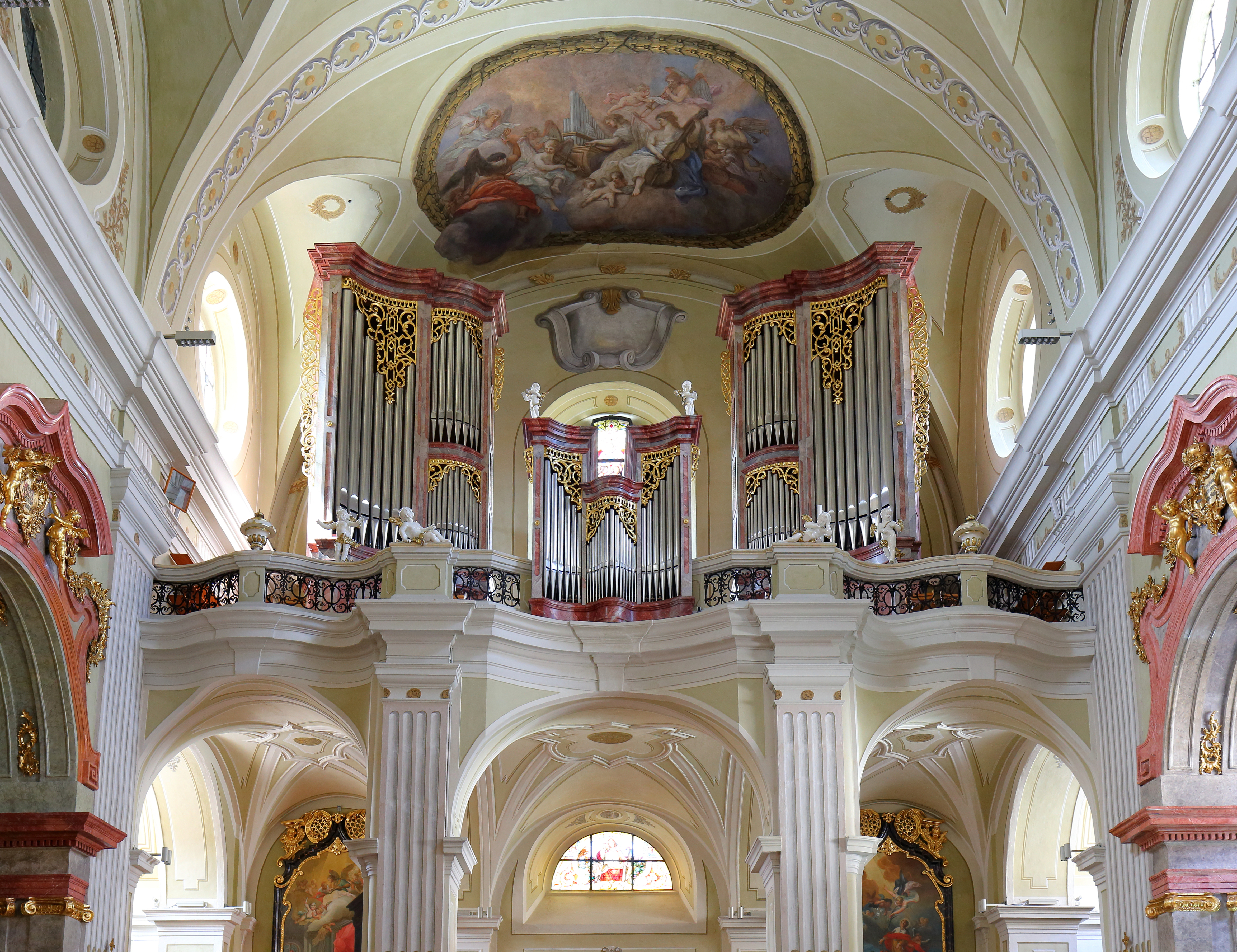
Pfarrkirche St. Veit (Krems)

Gerhard Hradetzky (* 8. Februar 1944 in Weilheim in Oberbayern) ist ein ehemaliger österreichischer Orgelbauer.

## Leben
Als Sohn des Orgelbauers Gregor Hradetzky erhielt er von diesem seine erste Ausbildung im Orgelbau, die er 1962 erfolgreich beendete. Von 1962 bis 1965 war er im Rahmen eines Praktikums bei Rudolf von Beckerath Orgelbau in Hamburg tätig. 1972 erwarb Hradetzky das Fach- und Meisterdiplom in Orgelbau an der Musikinstrumentenbauschule Ludwigsburg bei Stuttgart, 1973 legte er die österreichische Meisterprüfung in Wien ab. Bis 1974 war Hradetzky im väterlichen Betrieb tätig, bis er seine eigene Firma in Oberbergern in Niederösterreich gründete. Mit Ende 2024 ging er in Pension.

## Orgeln
| Jahr | Ort                     | Kirche | Bild | Manuale | Register | Bemerkungen |
| ---- | ----------------------- | --- | ---- | ------- | -------- | --- |
| 1975 | Unterbergern            | Pfarrkirche Unterbergern                                                                                  |      | II/P    | 11       | [ 3 ] |
| 1976 | Amstetten               | Pfarrkirche Amstetten-St. Marien                                                                          |      | II/P    | 13       | |
| 1976 | Grafenegg               | Pfarrkirche Etsdorf am Kamp                                                                               |      | II/P    | 10       | |
| 1977 | Gars am Kamp            | Pfarrkirche Gars am Kamp                                                                                  |      | II/P    | 14       | Gehäuse der Vorgängerorgel wurde wiederverwendet.                                                                                             |
| 1978 | Wien                    | Döblinger Pfarrkirche                                                                                     |      | II/P    | 21       | |
| 1978 | Markersdorf-Haindorf    | Pfarrkirche Haindorf                                                                                      |      | II/P    |          | |
| 1979 | Rossatz                 | Pfarrkirche Rossatz                                                                                       |      | II/P    | 11       | |
| 1979 | Gansbach                | Pfarrkirche Gansbach                                                                                      |      | I/P     | 10       | Umbau der Orgel von Joseph Gatto (?) 1792. |
| 1980 | Wiesen (Burgenland)     | neue Pfarrkirche                                                                                          |      | II/P    | 19       | [ 9 ] |
| 1980 | Purgstall an der Erlauf | Pfarrkirche Purgstall                                                                                     |      | II/P    | 22       | Restaurierung der Ignaz Gatto-Orgel aus dem Jahr 1792                                                                                         |
| 1981 | Wien                    | Servitenkirche                                                                                            |      | II/P    | 23       | |
| 1982 | Aschbach                | Pfarrkirche Aschbach-Markt                                                                                |      | II/P    | 18       | Neubau im historischen Gehäuse |
| 1982 | Großriedenthal          | Pfarrkirche Großriedenthal                                                                                |      | II/P    | 13       | Neubau im historischen Gehäuse |
| 1982 | Zwettl                  | Stift Zwettl                                                                                              |      | II/P    | 19       | Neubau der Chororgel im historischen Gehäuse                                                                                                  |
| 1983 | Klosterneuburg          | Evangelische Pfarrkirche Klosterneuburg                                                                   |      | II/P    | 12       | |
| 1984 | Wien                    | Diözesankonservatorium für Kirchenmusik der Erzdiözese Wien, Unterrichtsorgel                             |      | II/P    | 5        | |
| 1985 | Wien                    | St. Elisabeth (Wien-Wieden)                                                                               |      | III/P   | 38       | |
| 1986 | Krems an der Donau      | Pfarrkirche St. Veit (Krems)                                                                              |      | III/P   | 40 (44)  | |
| 1987 | Wien                    | Pfarrkirche St. Josef zu Margareten                                                                       |      | II/P    | 20       | Franz Schubert-Gedächtnisorgel |
| 1987 | Baden                   | Stadtpfarrkirche St. Stephan                                                                              |      | II/P    | 28       | Neubau in historischem Gehäuse unter Verwendung der originalen Prospekt-Pfeifen und der Klaviatur des zweiten Manuales mit originalen Tasten. |
| 1988 | Wien                    | Pfarrkirche Atzgersdorf                                                                                   |      | II/P    | 18       | Neubau im historischen Gehäuse |
| 1989 | Wiener Neustadt         | Dom von Wiener Neustadt                                                                                   |      | III/P   | 41       | |
| 1990 | Schörfling              | Pfarrkirche Schörfling                                                                                    |      | II/P    | 19       | |
| 1990 | Rom                     | Santa Maria dell’Anima                                                                                    |      | II/P    | 19       | |
| 1993 | Wien                    | Universität für Musik und darstellende Kunst Übungsorgel im Institutsgebäude Seilerstätte 26, Raum AU 118 |      | II/P    | 12       | |
| 1993 | Hippach                 | Pfarrkirche Hippach                                                                                       |      | II/P    | 18       | Neubau im historischen Gehäuse |
| 1994 | Frohnleiten             | Pfarrkirche Frohnleiten                                                                                   |      | III/P   | 32       | Neubau im historischen Gehäuse |
| 1995 | Wien                    | Kaasgrabenkirche                                                                                          |      | II/P    | 28       | 2003 Erweiterung auf von ursprünglich 24 auf 28 Register durch den Erbauer.                                                                   |
| 1997 | Salzburg                | Dreifaltigkeitskirche                                                                                     |      | II/P    | 18       | |
| 2000 | Paudorf                 | Pfarrkirche Paudorf-Göttweig                                                                              |      | II/P    | 21       | [ 20 ] |
| 2009 | Laimbach am Ostrong     | Pfarrkirche Laimbach am Ostrong                                                                           |      | I/P     | 10       | Restaurierung der Orgel aus ca. 1830 |